# Nacho (serie de televisión)
Nacho (originalmente titulada Nacho Vidal, una industria XXXL) es una serie de televisión por internet española de drama biográfico, creada por Teresa Fernández-Valdés, Gema R. Neira y Diego Sotelo originalmente para Lionsgate+, su segunda y última serie española producida antes de su salida de España. Está protagonizada por Martiño Rivas como el actor pornográfico Nacho Vidal. Originalmente se iba a estrenar en la plataforma el 11 de diciembre de 2022, pero en noviembre de 2022, su estreno en España fue cancelado debido a la salida de Lionsgate+ del país. Finalmente fue adquirida para su distribución en España por Atresplayer Premium, en donde se estrenó el 5 de marzo de 2023.

## Trama
La serie cuenta los inicios del actor pornográfico Nacho Vidal en la industria del porno, a través de cuyas sombras se exploran las entrañas y las sombras de la industria.

## Reparto
- Martiño Rivas como Nacho Vidal
- María de Nati como Sara Bernat
- Andrés Velencoso como Toni Ribas
- Pepa Charro como Juani
- Edu Soto como Tigerman
- Marina Gatell como Sophie Evans
- Penélope Guerrero como Lady
- Rubén Jiménez Rosco como Holy One
- Nancho Novo como Enrique Jordá Brasset
- Montse Guallar como Inmaculada González
- Nuria Herrero como María José Jordá
- José Milán como Arnau
- Nourdin Batán como Kun
- Albert Baró como Samuel
- Alícia Falcó como Marta
- Alexandra Prokhorova como Cicciolina[1]
- Miriam Giovanelli como Bellísima
- Carmen Conesa como Olga
- Albert Baró como Samuel
- Juan Carlos Vellido como José María Ponce Berenguer
- Paola Bontempi como María Bianco

## Episodios
| N.º | Título                             | Dirigido por     | Escrito por | Fecha de emisión original |
| --- | ---------------------------------- | ---------------- | --- | ------------------------- |
| 1   | «Construyendo a Nacho Vidal»       | David Pinillos   | Teresa Fernández-Valdés, Gema Rodríguez Neira, Diego Sotelo, David Moreno, María José Rustarazo y Flora G. Villanueva | 5 de marzo de 2023        |
| 2   | «Ser un héroe, esa es la cuestión» | David Pinillos   | Teresa Fernández-Valdés, Gema Rodríguez Neira, Diego Sotelo, David Moreno, María José Rustarazo y Flora G. Villanueva | 12 de marzo de 2023       |
| 3   | «Las hostias que más duelen»       | Beatriz Sanchís  | Teresa Fernández-Valdés, María José Rustarazo y Flora G. Villanueva                                                   | 19 de marzo de 2023       |
| 4   | «El precio de ser el mejor»        | Beatriz Sanchís  | Teresa Fernández-Valdés, María José Rustarazo y Flora G. Villanueva                                                   | 26 de marzo de 2023       |
| 5   | «101 mujeres»                      | Eduardo Casanova | Teresa Fernández-Valdés, Gema Rodríguez Neira, María José Rustarazo y Flora G. Villanueva                             | 2 de abril de 2023        |
| 6   | «La gran liga, ¿really?»           | Eduardo Casanova | Teresa Fernández-Valdés, Gema Rodríguez Neira, María José Rustarazo y Flora G. Villanueva                             | 9 de abril de 2023        |
| 7   | «Adicto, o algo así»               | David Pinillos   | Teresa Fernández-Valdés, Gema Rodríguez Neira, María José Rustarazo y Flora G. Villanueva                             | 16 de abril de 2023       |
| 8   | «Volver a empezar»                 | David Pinillos   | Teresa Fernández-Valdés, Gema Rodríguez Neira, María José Rustarazo y Flora G. Villanueva                             | 23 de abril de 2023       |

## Producción
El 3 de agosto de 2020, Lionsgate+ (entonces Starzplay) anunció sus planes para entrar en la producción de ficción en España y México, con los proyectos Nacho Vidal, una industria XXXL y Express del lado de España. La serie fue creada por Teresa Fernández-Valdés, Ramón Campos y Gema R. Neira, y producida por su productora, Bambú Producciones, junto a La Claqueta PC. El 16 de febrero de 2022, Martiño Rivas y María de Nati fueron anunciados como los actores que encarnarían a Nacho Vidal y Sara Bernat en la serie, y en marzo se anunció que Andrés Velencoso interpretaría al actor pornográfico Toni Roca. Junto a este anuncio, se confirmó que la producción de la serie ya había comenzado. Nourdin Batan, Edu Soto y La Terremoto de Alcorcón, junto con el resto del reparto, fueron confirmados más adelante.
En julio de 2022, se confirmó que el título de la serie había cambiado de Nacho Vidal, una industria XXXL a simplemente llamarse Nacho.

## Lanzamiento y marketing
En julio de 2022, junto con el título definitivo de la serie, Lionsgate+ (entonces Starzplay), sacó la primera imagen. Después de su renombramiento como Lionsgate+ en septiembre de 2022, la plataforma sacó el póster de la serie en octubre y anunció que se estrenaría en la plataforma el 11 de diciembre de 2022. Junto con la fecha de estreno, la plataforma anunció que su plan con la serie era estrenar ese día los dos primeros capítulos y después sacar los restantes de forma semanal, hasta concluir sus lanzamientos el 29 de enero de 2023.
El 4 de noviembre de 2022, Lionsgate+ anunció que cesaría sus operaciones en España y otros seis territorios internacionales, debido a la delicada situación económica de su propietaria, Lionsgate, y que su cierre estaría programado para el 31 de marzo de 2023 o incluso antes. Como resultado, el estreno en España de Nacho, así como los de las otras ficciones españolas originales pendientes de la plataforma–XRey y la segunda temporada de Express–, fueron cancelados, y Lionsgate anunció que buscaría otros compradores para la distribución de estas producciones en España. Inicialmente, el estreno de la serie se mantuvo tal y como estaba previsto en Latinoamérica y Brasil, pero el 22 de noviembre de 2022 las cuentas de Twitter de Lionsgate+ en ambos mercados confirmaron que finalmente será retrasada a 2023 en dichas áreas.
El 27 de diciembre de 2022, Atresplayer Premium desveló que había adquirido la serie para su estreno en España, con intención de estrenarla antes de verano de 2023. El 4 de enero de 2023, la plataforma anunció que estrenaría la serie en España en marzo de 2023. El 20 de enero de 2023, Atresplayer sacó su tráiler de la serie y confirmó su estreno para el 5 de marzo de 2023.